# Bronzový poklad
Bronzový poklad je historický román pro děti a mládež českého spisovatele, pedagoga a archeologa Eduarda Štorcha z roku 1932.
Uvádí se, že inspirací pro román byl Štorchovi nález šestadvaceti bronzových jehlic starých asi 2 500 let. „Poklad“ nalezl lamač kamene Josef Červenka ve 20. letech 20. století u obce Nečín (přesněji v listopadu 1929) a je uložen v Národním muzeu v Praze.

## Obsah
- Na Vltavě
- Medvědi
- Zachráněný
- Tajemný zločin
- Do světa
- Dobrodružná cesta
- Po Veliké řece
- Tři kupci
- Povídka třetího večera
- Zlaté údolí
- Válka a mír
- Vysvětlený zločin
- Půl třetího tisíce let

## Děj
Děj románu se odehrává v době bronzové na území dnešní České republiky. Hrdinou příběhu je malý a nepříliš silný, zato však neobyčejně bystrý chlapec Skrček z rodu Medvědů, který hodlá očistit památku otce neprávem nařčeného ze zločinu. 

## Postavy
- Skrček – bystrý chlapec z rodu Medvědů
- Číhavý Medvěd – otec Skrčka
- Silný Medvěd
- Sigúr
- Dagúr
- Červenka
- Křivá Huba
- Tupý Čenich – šaman

## Česká vydání a ilustrátoři
Do roku 2020 včetně byl vydán v českém jazyce celkem patnáctkrát, dvakrát ve slovenštině. První dvě vydání (1932 a 1934) ilustroval Oldřich Cihelka, všechna ostatní Zdeněk Burian.